# Elecciones regionales de Loreto de 2018
Las elecciones regionales de Loreto de 2018 se llevaron a cabo el 7 de octubre de 2018 para elegir al gobernador regional, al vicegobernador regional y al Consejo Regional para el periodo 2019-2022. La elección se celebró simultáneamente con elecciones regionales y municipales (provinciales y distritales) en todo el Perú.
Como resultado de esta elección, Elisbán Ochoa Sosa, candidato de Restauración Nacional, obtuvo el 34.08% de votos válidos y resultó electo como gobernador regional de Loreto.

## Sistema electoral
El Gobierno Regional de Loreto es el órgano administrativo y de gobierno del departamento de Loreto. Está compuesto por el gobernador regional, el vicegobernador regional y el Consejo Regional.
La votación se realiza en base al sufragio universal, que comprende a todos los ciudadanos nacionales mayores de dieciocho años, empadronados y residentes en el departamento de Loreto y en pleno goce de sus derechos políticos.
El gobernador y vicegobernador regional son elegidos por sufragio directo. Para que un candidato sea proclamado ganador debe obtener no menos de 30 % de votos válidos. En caso ningún candidato logre ese porcentaje en la primera vuelta electoral, los dos candidatos más votados participan en una segunda vuelta o balotaje. No hay reelección inmediata de gobernadores regionales.
El Consejo Regional de Loreto está compuesto por 16 consejeros elegidos por sufragio directo para un período de cuatro (4) años. La votación es por lista cerrada y bloqueada. Cada provincia del departamento de Loreto constituye una circunscripción electoral. La votación es por lista cerrada y bloqueada. Se asigna a la lista ganadora los escaños según el método d'Hondt. La distribución y el número de consejeros regionales es la siguiente:
| Circunscripción                                                                                  | Escaños | Mapa |
| ------------------------------------------------------------------------------------------------ | ------- | ---- |
| Maynas(+1)                                                                                       | 3       |      |
| Alto Amazonas, Datem del Marañón, Loreto, Mariscal Ramón Castilla(+1), Requena(+1) y Ucayali(+1) | 2       |      |
| Putumayo                                                                                         | 1       |      |

## Composición del Consejo Regional de Loreto
La siguiente tabla muestra la composición del Consejo Regional de Loreto antes de las elecciones.
| Partidos | Partidos                        | Consejeros |
| -------- | ------------------------------- | ---------- |
|          | Fuerza Loretana                 | 6          |
|          | Movimiento Integración Loretana | 4          |
|          | Acción Popular                  | 1          |

## Partidos y candidatos
A continuación se muestra una lista de los principales partidos y alianzas electorales que participaron en las elecciones:
| Candidatura | Candidatura | Partidos y alianzas                                             | Candidato | Candidato                 | Ideología                                                                | Resultado previo | Resultado previo | Ref. |
| Candidatura | Candidatura | Partidos y alianzas                                             | Candidato | Candidato                 | Ideología                                                                | Votos (%)        | Con.             | Ref. |
| ----------- | ----------- | --------------------------------------------------------------- | --------- | ------------------------- | ------------------------------------------------------------------------ | ---------------- | ---------------- | ---- |
|             | MIL         | Lista - Movimiento Integración Loretana (MIL)                   |           | René Chávez Silvano       | Regionalismo loretano                                                    | 41.28%           | 4                |      |
|             | MERA        | Lista - Movimiento Esperanza Región Amazónica (MERA)            |           | Jorge Mera Ramírez        | Regionalismo loretano                                                    | 6.49%            | 0                |      |
|             | AP          | Lista - Acción Popular (AP)                                     |           | Fernando Meléndez Zumaeta | Partido atrapalotodo                                                     | 5.95%            | 1                |      |
|             | APRA        | Lista - Partido Aprista Peruano (APRA)                          |           | Marcelo Zumaeta Peña      | Aprismo                                                                  | Nuevo            | Nuevo            |      |
|             | PPC         | Lista - Partido Popular Cristiano (PPC)                         |           | Erwin Florett Díaz        | Democracia cristiana Conservadurismo social Liberalismo económico        | Nuevo            | Nuevo            |      |
|             | Frepap      | Lista - Frente Popular Agrícola del Perú (Frepap)               |           | Gustavo Chupión García    | Israelismo del nuevo pacto universal Fundamentalismo cristiano Populismo | Nuevo            | Nuevo            |      |
|             | UPP         | Lista - Unión por el Perú (UPP)                                 |           | Willer Sajami Collantes   | Etnocacerismo Nacionalismo de izquierda Ultranacionalismo                | Nuevo            | Nuevo            |      |
|             | TPP         | Lista - Todos por el Perú (TPP)                                 |           | Percy Flores Arévalo      | Liberalismo Humanismo Progresismo                                        | Nuevo            | Nuevo            |      |
|             | RN          | Lista - Restauración Nacional (RN)                              |           | Elisbán Ochoa Sosa        | Liberalismo económico Humanismo cristiano Evangelismo                    | Nuevo            | Nuevo            |      |
|             | FP          | Lista - Fuerza Popular (FP)                                     |           | Julia Vásquez Valcárcel   | Fujimorismo Conservadurismo social Populismo de derecha                  | Nuevo            | Nuevo            |      |
|             | VP          | Lista - Vamos Perú (VP)                                         |           | Quinto Vásquez Ríos       | Populismo Socialdemocracia                                               | Nuevo            | Nuevo            |      |
|             | PN          | Lista - Perú Nación (PN)                                        |           | Santiago Rivas Panduro    | Conservadurismo social Democracia cristiana                              | Nuevo            | Nuevo            |      |
|             | PP          | Lista - Podemos por el Progreso del Perú (PP)                   |           | Víctor Isla Rojas         | Conservadurismo social Populismo Nacionalismo                            | Nuevo            | Nuevo            |      |
|             | MIRELO      | Lista - Movimiento Independiente Reivindiquemos Loreto (MIRELO) |           | Juan Torres Baldeón       | Regionalismo loretano                                                    | Nuevo            | Nuevo            |      |

## Sondeos de opinión
Las siguientes tablas enumeran las estimaciones de la intención de voto en orden cronológico inverso, mostrando las más recientes primero y utilizando las fechas en las que se realizó el trabajo de campo de la encuesta. Cuando se desconocen las fechas del trabajo de campo, se proporciona la fecha de publicación.
Leyenda:
     Sondeo realizado en el periodo de prohibición legal de la difusión de sondeos de intención de voto.

### Intención de voto
La siguiente tabla enumera las estimaciones ponderadas (sin incluir votos en blanco y nulos) de la intención de voto.
| Encuestadora/Medio            | Fecha          | Muestra | Elisbán Ochoa | Jorge Mera | René Chávez | Fernando Meléndez | Julia Vásquez | Gustavo Chupión | Juan Torres | Dif. |  |  |  |  |
| ----------------------------- | -------------- | ------- | ------------- | ---------- | ----------- | ----------------- | ------------- | --------------- | ----------- | ---- |  |  |  |  |
| Encuestadora/Medio            | Fecha          | Muestra |               |            |             |                   |               |                 |             |      |  |  |  |  |
| Elecciones regionales de 2018 | 7 oct 2018     | —       | 34.1          | 27.0       | 13.1        | 5.1               | 3.9           | 3.9             | 2.5         | 7.1  |  |  |  |  |
|                               |                |         |               |            |             |                   |               |                 |             |      |  |  |  |  |
| Ipsos Perú/América            | 7 oct 2018     | ?       | 34.6          | 29.6       | 11.4        | 5.0               | –             | –               | –           | 5.0  |  |  |  |  |
| Datum Internacional/Latina    | 7 oct 2018     | ?       | 36.4          | 30.7       | 11.3        | –                 | 4.2           | –               | –           | 5.7  |  |  |  |  |
| Ipsos Perú/América            | 7 oct 2018     | ?       | 36.4          | 27.6       | 14.4        | 4.9               | –             | –               | –           | 8.8  |  |  |  |  |
| Datum Internacional/Latina    | 7 oct 2018     | ?       | 35.9          | 32.1       | 12.4        | 3.4               | 3.3           | 3.1             | 2.5         | 3.8  |  |  |  |  |
| Loreto Investigación y Datos  | 21–28 sep 2018 | 869     | 44.7          | 29.4       | 9.3         | 3.6               | 2.9           | 1.9             | 1.7         | 15.3 |  |  |  |  |
| Loreto Investigación y Datos  | 3–10 sep 2018  | 1334    | 48.7          | 21.9       | 7.0         | 2.1               | 11.5          | 1.7             | 2.6         | 26.8 |  |  |  |  |
| Loreto Investigación y Datos  | 24–31 jul 2018 | 1067    | 44.4          | 29.2       | 6.5         | 4.8               | 4.9           | 0.2             | 1.5         | 15.2 |  |  |  |  |
| Tadeo Marketing               | 13–22 jul 2018 | 1067    | 23.3          | 34.7       | 19.4        | 2.8               | 2.0           | –               | 5.1         | 11.4 |  |  |  |  |
| Loreto Investigación y Datos  | 4–10 jun 2018  | 1067    | 54.7          | 30.8       | 5.2         | 3.3               | 1.6           | –               | 1.2         | 23.9 |  |  |  |  |
| Loreto Investigación y Datos  | 31 dic 2017    | ?       | 46.0          | 29.0       | –           | –                 | –             | –               | 2.7         | 17.0 |  |  |  |  |

### Preferencias de voto
La siguiente tabla enumera las preferencias de voto en bruto (incluyendo blancos, viciados y sin respuesta) y no ponderadas.
| Encuestadora/Medio            | Fecha          | Muestra | Elisbán Ochoa | Jorge Mera | René Chávez | Fernando Meléndez | Julia Vásquez | Gustavo Chupión | Juan Torres | B/V  | NS/NO | Dif. |  |  |  |  |
| ----------------------------- | -------------- | ------- | ------------- | ---------- | ----------- | ----------------- | ------------- | --------------- | ----------- | ---- | ----- | ---- |  |  |  |  |
| Encuestadora/Medio            | Fecha          | Muestra |               |            |             |                   |               |                 |             |      |       |      |  |  |  |  |
| Elecciones regionales de 2018 | 7 oct 2018     | —       | 27.5          | 21.8       | 10.6        | 4.2               | 3.2           | 3.1             | 2.0         | 19.3 | –     | 5.7  |  |  |  |  |
|                               |                |         |               |            |             |                   |               |                 |             |      |       |      |  |  |  |  |
| Loreto Investigación y Datos  | 21–28 sep 2018 | 869     | 34.9          | 23.0       | 7.3         | 2.8               | 2.3           | 1.5             | 1.3         | 21.9 | –     | 11.9 |  |  |  |  |
| Loreto Investigación y Datos  | 3–10 sep 2018  | 1334    | 32.1          | 14.4       | 4.6         | 1.4               | 7.6           | 1.1             | 1.7         | 34.1 | –     | 17.7 |  |  |  |  |
| Loreto Investigación y Datos  | 24–31 jul 2018 | 1067    | 28.7          | 18.9       | 4.7         | 3.1               | 3.2           | 0.1             | 1.0         | 35.3 | –     | 9.8  |  |  |  |  |
| Tadeo Marketing               | 13–22 jul 2018 | 1067    | 20.5          | 30.5       | 17.1        | 2.5               | 1.8           | –               | 4.5         | –    | 12.0  | 10.0 |  |  |  |  |
| Loreto Investigación y Datos  | 4–10 jun 2018  | 1067    | 31.6          | 17.8       | 3.0         | 1.9               | 0.9           | –               | 0.7         | –    | 42.3  | 13.8 |  |  |  |  |
| Loreto Investigación y Datos  | 31 dic 2017    | ?       | 29.3          | 18.5       | –           | –                 | –             | –               | 1.7         | –    | 36.3  | 10.8 |  |  |  |  |

## Resultados

### Gobierno Regional de Loreto
|                      | Elisbán Ochoa Sosa        | Restauración Nacional (RN)                              | 129,282 | 34.08 |  |  |  |
|                      | Jorge Mera Ramírez        | Movimiento Esperanza Región Amazónica (MERA)            | 102,497 | 27.02 |  |  |  |
|                      | René Chávez Silvano       | Movimiento Integración Loretana (MIL)                   | 49,687  | 13.10 |  |  |  |
|                      | Fernando Meléndez Zumaeta | Acción Popular (AP)                                     | 19,527  | 5.15  |  |  |  |
|                      | Julia Vásquez Valcárcel   | Fuerza Popular (FP)                                     | 14,933  | 3.94  |  |  |  |
|                      | Gustavo Chupión García    | Frente Popular Agrícola del Perú (Frepap)               | 14,807  | 3.90  |  |  |  |
|                      | Juan Torres Baldeón       | Movimiento Independiente Reivindiquemos Loreto (MIRELO) | 9,457   | 2.49  |  |  |  |
|                      | Percy Flores Arévalo      | Todos por el Perú (TPP)                                 | 8,385   | 2.21  |  |  |  |
|                      | Willer Sajami Collantes   | Unión por el Perú (UPP)                                 | 8,178   | 2.16  |  |  |  |
|                      | Erwin Florett Díaz        | Partido Popular Cristiano (PPC)                         | 6,934   | 1.83  |  |  |  |
|                      | Víctor Isla Rojas         | Podemos por el Progreso del Perú (PP)                   | 6,040   | 1.59  |  |  |  |
|                      | Marcelo Zumaeta Peña      | Partido Aprista Peruano (APRA)                          | 4,873   | 1.28  |  |  |  |
|                      | Quinto Vásquez Ríos       | Vamos Perú (VP)                                         | 3,717   | 0.98  |  |  |  |
|                      | Santiago Rivas Panduro    | Perú Nación (PN)                                        | 1,079   | 0.28  |  |  |  |
|                      |                           |                                                         |         |       |  |  |  |
| Total                | Total                     | Total                                                   | 379,396 |       |  |  |  |
|                      |                           |                                                         |         |       |  |  |  |
| Votos válidos        | Votos válidos             | Votos válidos                                           | 379,396 | 80.66 |  |  |  |
| Votos en blanco      | Votos en blanco           | Votos en blanco                                         | 45,403  | 9.65  |  |  |  |
| Votos nulos          | Votos nulos               | Votos nulos                                             | 45,576  | 9.69  |  |  |  |
| Votos emitidos       | Votos emitidos            | Votos emitidos                                          | 470,375 | 69.63 |  |  |  |
| Abstenciones         | Abstenciones              | Abstenciones                                            | 205,153 | 30.37 |  |  |  |
| Votantes registrados | Votantes registrados      | Votantes registrados                                    | 675,528 |       |  |  |  |
|                      |                           |                                                         |         |       |  |  |  |
| Fuente:              |                           |                                                         |         |       |  |  |  |

### Consejo Regional de Loreto
|                        |                                                         |              |              |              |         |         |  |
| Partidos y coaliciones | Partidos y coaliciones                                  | Voto popular | Voto popular | Voto popular | Escaños | Escaños |  |
| Partidos y coaliciones | Partidos y coaliciones                                  | Votos        | %            | ±pp          | Total   | +/−     |  |
|                        | Restauración Nacional (RN)                              | 115,600      | 32.49        | n/a          | 8       | +8      |  |
|                        | Movimiento Esperanza Región Amazónica (MERA)            | 90,952       | 25.56        | +17.85       | 5       | +5      |  |
|                        | Movimiento Integración Loretana (MIL)                   | 49,257       | 13.84        | –24.07       | 1       | –3      |  |
|                        | Acción Popular (AP)                                     | 22,043       | 6.19         | –1.97        | 0       | –1      |  |
|                        | Frente Popular Agrícola del Perú (Frepap)               | 14,217       | 4.00         | n/a          | 1       | +1      |  |
|                        | Fuerza Popular (FP)                                     | 12,729       | 3.58         | Nuevo        | 0       | ±0      |  |
|                        | Movimiento Independiente Reivindiquemos Loreto (MIRELO) | 10,064       | 2.83         | Nuevo        | 0       | ±0      |  |
|                        | Todos por el Perú (TPP)                                 | 9,010        | 2.53         | Nuevo        | 0       | ±0      |  |
|                        | Unión por el Perú (UPP)                                 | 8,474        | 2.38         | n/a          | 1       | +1      |  |
|                        | Partido Popular Cristiano (PPC)                         | 6,868        | 1.93         | Nuevo        | 0       | ±0      |  |
|                        | Podemos por el Progreso del Perú (PP)                   | 6,197        | 1.74         | Nuevo        | 0       | ±0      |  |
|                        | Partido Aprista Peruano (APRA)                          | 5,776        | 1.62         | n/a          | 0       | ±0      |  |
|                        | Vamos Perú (VP)                                         | 3,655        | 1.03         | Nuevo        | 0       | ±0      |  |
|                        | Perú Nación (PN)                                        | 1,004        | 0.28         | Nuevo        | 0       | ±0      |  |
|                        |                                                         |              |              |              |         |         |  |
| Total                  | Total                                                   | 355,846      |              |              | 16      | +5      |  |
|                        |                                                         |              |              |              |         |         |  |
| Votos válidos          | Votos válidos                                           | 355,846      | 75.65        | –0.76        |         |         |  |
| Votos en blanco        | Votos en blanco                                         | 72,439       | 15.40        | +0.64        |         |         |  |
| Votos nulos            | Votos nulos                                             | 42,090       | 8.95         | +0.13        |         |         |  |
| Votos emitidos         | Votos emitidos                                          | 470,375      | 69.63        | –6.86        |         |         |  |
| Abstenciones           | Abstenciones                                            | 205,153      | 30.37        | +6.86        |         |         |  |
| Votantes registrados   | Votantes registrados                                    | 675,528      |              |              |         |         |  |
|                        |                                                         |              |              |              |         |         |  |
| Fuente:                |                                                         |              |              |              |         |         |  |

#### Resultados por provincia
| Provincia               | RN            | RN   | MERA | MERA | MIL  | MIL  | AP   | AP   | Frepap | Frepap | FP   | FP  | MIRELO | MIRELO | TPP  | TPP | UPP  | UPP | PPC | PPC | PP   | PP  | APRA | APRA |   |
| Provincia               | %             | E    | %    | E    | %    | E    | %    | E    | %      | E      | %    | E   | %      | E      | %    | E   | %    | E   | %   | E   | %    | E   | %    | E    |   |
| ----------------------- | ------------- | ---- | ---- | ---- | ---- | ---- | ---- | ---- | ------ | ------ | ---- | --- | ------ | ------ | ---- | --- | ---- | --- | --- | --- | ---- | --- | ---- | ---- | - |
| Provincia               | Alto Amazonas | 29.6 | 1    | 24.4 | 1    | 16.3 | –    | 13.9 | –      | 0.6    | –    | 1.2 | –      | 9.4    | –    | 0.2 | –    | 0.3 | –   | 1.1 | –    | 1.2 | –    | 0.5  | – |
| Datem del Marañón       | 22.5          | 1    | 7.0  | –    | 10.4 | –    | 10.0 | –    | 0.5    | –      | 2.2  | –   | 11.7   | –      | 6.6  | –   | 16.1 | 1   | 5.8 | –   | 6.5  | –   | 0.2  | –    |   |
| Loreto                  | 33.8          | 1    | 20.1 | 1    | 14.1 | –    | 4.9  | –    | 0.9    | –      | 10.0 | –   | 1.2    | –      | 4.9  | –   | 2.1  | –   | 3.7 | –   | 0.4  | –   | 2.6  | –    |   |
| Mariscal Ramón Castilla | 24.8          | 1    | 20.6 | –    | 6.0  | –    | 11.2 | –    | 31.6   | 1      | 1.5  | –   | 0.9    | –      | 0.2  | –   | 1.5  | –   | 0.6 | –   | 0.4  | –   | 0.8  | –    |   |
| Maynas                  | 35.1          | 2    | 30.0 | 1    | 12.5 | –    | 4.4  | –    | 3.1    | –      | 3.3  | –   | 1.5    | –      | 2.6  | –   | 2.2  | –   | 1.3 | –   | 0.3  | –   | 1.9  | –    |   |
| Putumayo                | 22.3          | –    | 27.0 | 1    | 17.0 | –    | 12.9 | –    | 0.2    | –      | 2.5  | –   | 0.1    | –      | 16.0 | –   | 0.1  | –   | 0.1 | –   | 0.1  | –   | 0.1  | –    |   |
| Requena                 | 34.7          | 1    | 13.9 | –    | 21.3 | 1    | 3.3  | –    | 0.6    | –      | 8.9  | –   | 0.4    | –      | 2.5  | –   | 0.4  | –   | 6.3 | –   | 3.9  | –   | 3.4  | –    |   |
| Ucayali                 | 28.0          | 1    | 24.9 | 1    | 23.1 | –    | 1.8  | –    | 2.5    | –      | 2.5  | –   | 0.2    | –      | 1.0  | –   | 0.3  | –   | 1.2 | –   | 13.0 | –   | 1.0  | –    |   |
| Total                   | 32.5          | 8    | 25.6 | 5    | 13.8 | 1    | 6.2  | –    | 4.0    | 1      | 3.6  | –   | 2.8    | –      | 2.5  | –   | 2.4  | 1   | 1.9 | –   | 1.7  | –   | 1.6  | –    |   |

### Autoridades electas
| Cargo                                                      | Autoridad electa | Autoridad electa            | Partido político | Partido político                      |
| ---------------------------------------------------------- | ---------------- | --------------------------- | ---------------- | ------------------------------------- |
| Gobernador Regional de Loreto                              |                  | Elisbán Ochoa Sosa          |                  | Restauración Nacional                 |
| Vicegobernador Regional de Loreto                          |                  | Andrés Ferreira Macedo      |                  | Restauración Nacional                 |
| Consejero Regional de Loreto (por Alto Amazonas)           |                  | Alan Rodríguez Fasanando    |                  | Restauración Nacional                 |
| Consejero Regional de Loreto (por Alto Amazonas)           |                  | Francisco López Robles      |                  | Movimiento Esperanza Región Amazónica |
| Consejero Regional de Loreto (por Datem del Marañón)       |                  | José Valera Flores          |                  | Restauración Nacional                 |
| Consejero Regional de Loreto (por Datem del Marañón)       |                  | Mamerto Maicua Pérez        |                  | Unión por el Perú                     |
| Consejero Regional de Loreto (por Loreto)                  |                  | Carlos Sandi Maynas         |                  | Restauración Nacional                 |
| Consejero Regional de Loreto (por Loreto)                  |                  | George López Torres         |                  | Movimiento Esperanza Región Amazónica |
| Consejero Regional de Loreto (por Mariscal Ramón Castilla) |                  | Jesús Jambo Tirado          |                  | Frente Popular Agrícola del Perú      |
| Consejero Regional de Loreto (por Mariscal Ramón Castilla) |                  | José Trujillo Paira         |                  | Restauración Nacional                 |
| Consejera Regional de Loreto (por Maynas)                  |                  | Janet Reátegui Rivadeneyra  |                  | Restauración Nacional                 |
| Consejero Regional de Loreto (por Maynas)                  |                  | Ofelia Chávez Bardales      |                  | Restauración Nacional                 |
| Consejero Regional de Loreto (por Maynas)                  |                  | Luis Pita Díaz              |                  | Movimiento Esperanza Región Amazónica |
| Consejero Regional de Loreto (por Putumayo)                |                  | Josué Iracude Calderón      |                  | Movimiento Esperanza Región Amazónica |
| Consejero Regional de Loreto (por Requena)                 |                  | Javier Villacorta Nacimento |                  | Restauración Nacional                 |
| Consejero Regional de Loreto (por Requena)                 |                  | Pedro Pacaya Tamani         |                  | Movimiento Integración Loretana       |
| Consejero Regional de Loreto (por Ucayali)                 |                  | César Urquía Ramírez        |                  | Restauración Nacional                 |
| Consejera Regional de Loreto (por Ucayali)                 |                  | Carmen Panduro Valles       |                  | Movimiento Esperanza Región Amazónica |